# Ivano Blason
Ivano Blason (né le 24 mai 1923 à San Lorenzo Isontino, dans la province de Gorizia et mort le 13 mars 2002 à Gorizia) était un joueur de football italien.

## Biographie
Ivano Blason a joué au cours de sa carrière dans de nombreux clubs italiens, dont Pro Gorizia (club de sa province natale), US Triestina Calcio, l'Inter Milan, l'Hellas Vérone et le Calcio Padoue.
En international, il ne joue qu'un seul match avec la Squadra Azzurra en 1950. Il fit cependant partie de l'effectif qui participa à la coupe du monde 1950 au Brésil.
Le frère aîné d'Ivano, Giacomo Blason, fut également footballeur professionnel. Pour les distinguer, Giacomo fut appelé « Blason I » et Ivano, « Blason II. »